# 田中駿汰
田中 駿汰（たなか しゅんた、1997年5月26日 - ）は、大阪府岸和田市出身のプロサッカー選手。Jリーグ・セレッソ大阪所属。ポジションはミッドフィールダー、ディフェンダー。元日本代表。

## 来歴

### プロ入り前
ガンバ大阪ジュニアユース、履正社高校を経て、大阪体育大学へ進学。大学3年次の関西学生リーグ1部優勝に貢献し、2019年3月に全日本大学選抜に選出された。

### 北海道コンサドーレ札幌
北海道コンサドーレ札幌、セレッソ大阪、ガンバ大阪、ヴィッセル神戸、徳島ヴォルティス、大分トリニータからオファーを受けた。5月、2020年からの北海道コンサドーレ札幌へ加入が内定し、同年7月に特別指定選手に承認された。
2020年より北海道コンサドーレ札幌に入団。7月14日、J1第4節・湘南ベルマーレ戦でプロ入り初先発を飾ると、続く7月18日、J1第5節・ベガルタ仙台戦でプロ入り初得点を決めた。
2023年もチームは低迷して、シーズンオフには名古屋グランパス、ガンバ大阪、セレッソ大阪からオファーを受けて争奪戦となった。退団に当たっては「新しい環境に飛び込んで一から自分が試される厳しい環境に身を置く事が、自分の可能性をもっと広げるのではないかと思い移籍を決めました。北海道コンサドーレ札幌に関わる全ての皆さん、4年間本当にありがとうございました。」など長文のコメントを残した。

### セレッソ大阪
2024年、ロティーナ監督時代にもオファーをかけていたセレッソ大阪に加入。複数クラブからオファーを受ける中、セレッソは年俸面では圧倒的に不利だったが、田中が、中盤の位置での出場を希望していた事と、セレッソは空中戦に強いボランチやアンカーが補強ポイントで両者の都合が合致した。また、海外移籍に対してハードルの低い契約だったことも田中にとっては好条件だった。背番号は自ら「10」を選択した。
2025年、今季の主将を務めることが決定。

### 日本代表
2019年5月、U-22日本代表に選出され、トゥーロン国際大会に出場。また同年6月にはユニバーシアード日本代表に選出され、金メダルを獲得した。同年12月、EAFF E-1サッカー選手権2019に出場する日本代表に大学生ながら選出され、12月14日の香港戦でA代表デビューした。

## 所属クラブ
- NSC北斗SC
- 2010年 - 2012年 ガンバ大阪ジュニアユース（岸和田市立土生中学校）
- 2013年 - 2015年 履正社高等学校
- 2016年 - 2019年 大阪体育大学
  - 2019年7月 - 同年12月 北海道コンサドーレ札幌（特別指定選手）
- 2020年 - 2023年 北海道コンサドーレ札幌
- 2024年 - セレッソ大阪

## 個人成績
| 国内大会個人成績 | 国内大会個人成績 | 国内大会個人成績 | 国内大会個人成績 | 国内大会個人成績 | 国内大会個人成績 | 国内大会個人成績 | 国内大会個人成績 | 国内大会個人成績 | 国内大会個人成績 | 国内大会個人成績 | 国内大会個人成績 |
| 年度             | クラブ           | 背番号           | リーグ           | リーグ戦         | リーグ戦         | リーグ杯         | リーグ杯         | オープン杯       | オープン杯       | 期間通算         | 期間通算         |
| 年度             | クラブ           | 背番号           | リーグ           | 出場             | 得点             | 出場             | 得点             | 出場             | 得点             | 出場             | 得点             |
| 日本             | 日本             | 日本             | 日本             | リーグ戦         | リーグ戦         | リーグ杯         | リーグ杯         | 天皇杯           | 天皇杯           | 期間通算         | 期間通算         |
| ---------------- | ---------------- | ---------------- | ---------------- | ---------------- | ---------------- | ---------------- | ---------------- | ---------------- | ---------------- | ---------------- | ---------------- |
| 2020             | 札幌             | 32               | J1               | 31               | 2                | 3                | 0                | -                | -                | 34               | 2                |
| 2021             | 札幌             | 2                | J1               | 37               | 1                | 8                | 1                | 1                | 0                | 46               | 2                |
| 2022             | 札幌             | 2                | J1               | 32               | 1                | 4                | 1                | 0                | 0                | 36               | 2                |
| 2023             | 札幌             | 2                | J1               | 34               | 4                | 7                | 1                | 2                | 0                | 43               | 5                |
| 2024             | C大阪            | 10               | J1               | 37               | 3                | 1                | 0                | 2                | 0                | 40               | 3                |
| 通算             | 日本             | 日本             | J1               | 171              | 11               | 23               | 3                | 5                | 0                | 199              | 14               |
| 総通算           | 総通算           | 総通算           | 総通算           | 171              | 11               | 23               | 3                | 5                | 0                | 199              | 14               |

- 2019年 特別指定選手としての公式戦出場は無し
- Jリーグ初出場 - 2020年7月4日 J1第2節 vs横浜FC（ニッパツ三ツ沢球技場）
- Jリーグ初得点 - 2020年7月18日 J1第5節 vsベガルタ仙台（ユアテックスタジアム仙台）

## 代表歴
- 国際Aマッチ初出場 - 2019年12月14日 EAFF E-1サッカー選手権2019 vs香港代表（釜山九徳運動場）

### 出場大会
- ユニバーシアード日本代表
  - 2019年 夏季ユニバーシアード（英語版）（優勝）
- U-22日本代表
  - ブラジル遠征（2019年）
- U-23日本代表
  - AFC U-23選手権（2020年）
- U-24日本代表
  - SAISON CARD CUP 2021（2021年）
- 日本代表
  - EAFF E-1サッカー選手権2019（2019年）

### 試合数
- 国際Aマッチ 1試合 0得点（2019年）

| 日本代表 | 国際Aマッチ | 国際Aマッチ |
| 年       | 出場        | 得点        |
| -------- | ----------- | ----------- |
| 2019     | 1           | 0           |
| 通算     | 1           | 0           |

### 出場
| No. | 開催日         | 開催都市 | スタジアム     | 対戦国 | 結果 | 大会                       |
| --- | -------------- | -------- | -------------- | ------ | ---- | -------------------------- |
| 1.  | 2019年12月14日 | 釜山     | 釜山九徳運動場 | 香港   | ○5-0 | EAFF E-1サッカー選手権2019 |

## タイトル

### クラブ
大阪体育大学
- 関西学生サッカーリーグ1部：2回（2018年、2019年）

### 代表
ユニバーシアード日本代表
- 夏季ユニバーシアード：1回（2019年（英語版））